# Knut Lönnroth
Knut Johan Lönnroth, född 8 maj 1826 i Stockholm, död 4 mars 1885 i Kalmar, var en svensk lärare och botaniker. Han var farbror till Carl Lönroth och farfar till Erik Lönnroth.
Knut Lönnroth var son till grosshandlaren Lars Jonas Lönnroth. Han blev 1846 student vid Uppsala universitet, 1853 filosofie kandidat, 1854 filosofie doktor och 1859 docent i botanik. Från 1859 var han lektor i naturvetenskap vid läroverket i Kalmar. 1884 erhöll han tjänstledighet på grund av ohälsa. Lönnroth företog 1857–1859 botaniska resor i Tyskland, Frankrike och Finland. Han produktion, som huvudsakligen tillhörde floristiken, rymmer några arbeten och lavar samt bland annat Observationes critieæ plantas suecicas illustrantes (1854, doktorsavhandling), Vesternas metamorphoser (1859) och Om de svenska arterna af slägtet Callitriche (1867). Lönnroth var 1860–1865 och tidvis 1865–1868 notarie och därefter amanuens vid Kalmar domkapitel, och 1868–1876 var han folkskoleinspektör i Kalmar stift.